# Waterloo (dal)
A Waterloo című dal az első kimásolt kislemez az ABBA együttes Waterloo című második stúdióalbumáról.  Ezzel a dallal sikerült megnyerniük az 1974-es Eurovíziós Dalfesztivált Svédország első győzelmét megszerezve, és a győzelem után megkezdték útjukat a nemzetközi hírnévig. Ez volt az első kislemez, melyet már hivatalosan is ABBA néven jelentettek meg.
A dal számos országban 1. helyezést ért el a slágerlistákon, az Egyesült Államokban közel 6 millió kislemez talált gazdára. Ezzel minden idők legjobban fogyó kislemeze lett.

## A dal
A dal egy lányról szól, aki arra készül, hogy megadja magát a szerelemnek, ahogy Napóleonnak is meg kellett adnia magát a waterlooi csatában, 1815-ben.
A Waterloo egyike azon kevés ABBA-daloknak, amiknek szimultán rock és jazz ütemei is vannak, amiket később hanyagoltak a diszkósabb ritmusokat részesítve előnyben. A dalt az ABBA tagjai svéd, angol, német és francia nyelven is felénekelték, később pedig számos más előadó is feldolgozta.
Mivel a dal a vezető vokalistákra, Frida Lyngstadre és Agnetha Fältskogra helyezi a hangsúlyt, Björn Ulvaeus és Benny Andersson úgy döntött, hogy ezzel neveznek be a svéd Melodifestivalenre az eredetileg tervezett Hasta Mañana helyett. Egy évvel korábban már részt vettek Ring Ring című dalukkal az előválogatón, és a harmadik helyen végeztek.

## Hivatalos megjelenések
- "Waterloo" (angol verzió)
- "Waterloo" (angol alternatív verzió)
- "Waterloo" (francia verzió) – rögzítették 1974 április 18 Párizs, Franciaország
- "Waterloo" (francia/svéd verzió)
- "Waterloo" (német verzió T-911.854.037-7 szöveg: Gerd Müller-Schwanke)
- "Waterloo" (svéd verzió)
- "Waterloo" (észt változat T-000.217.298-6, szerzője Vello Salumets 00086806150)
- "Waterloo" (dán változat T-912.130.867-6, szövegíró: Gustav Winkler)
- "Waterllo" (finn verzió T-911.854.043-5, Seija Simola producer Esko Linnavalli[* 1] ). 
További változat: Kalervo Osmo Väinö Halonen 00124790477 (feldolgozó azonosító) T-001.532.874-1 (dal azonosító).
- "Abbadebab" (alternatív cím, ISWC T-001.622.211-9)

## Kislemez megjelenések
| Ország                    | Dátum          | Cím                                                         | Label    | Formátum    | Katalógus szám |
| ------------------------- | -------------- | ----------------------------------------------------------- | -------- | ----------- | -------------- |
| Svédország                | 1974 március 4 | "Waterloo" (svéd nyelven) / "Honey, Honey" (svéd nyelven)   | Polar    | 7" kislemez | POS 1186       |
| Svédország                | 1974 március 4 | "Waterloo" (angol nyelven) / "Watch Out"                    | Polar    | 7" kislemez | POS 1187       |
| Egyesült Királyság        | 1974           | "Waterloo" / "Watch Out"                                    | Epic     | 7" kislemez | EPC 2240       |
| Amerikai Egyesült Államok | 1974           | "Waterloo" / "Watch Out"                                    | Atlantic | 7" kislemez | 45-3035        |
| Nyugat-Németország        | 1974           | "Waterloo" (német nyelven) / "Watch Out"                    | Polydor  | 7" kislemez | 2040 116       |
| Franciaország             | 1974           | "Waterloo" (francia nyelven) / "Gonna Sing You My Lovesong" | Vogue    | 7" kislemez | 45. X. 3104    |

## Megjelenések a dal 40. évfordulója alkalmából
7" Picture disc  Európa Polar – 00602537716081

(A 7 inches picture disk kislemez a dal megjelenésének 40. évfordulója alkalmából 7000 darabos limitált példányszámban jelent meg)
- A  Waterloo (swedish version) – 2:45
- B  Waterloo (english version) – 2:46

CD (Promo)  Európa Polar 00602537740017

(A CD a dal megjelenésének 40. évfordulója alkalmából jelent meg, az ABBA napon ingyenesen lehetett hozzájutni)
1. Waterloo (Swedish Version)
2. Waterloo (English Version)
3. Waterloo (German Version)
4. Waterloo (French Version)

## Eurovíziós Dalfesztivál
A dal svéd nyelvű változata az 1974. február 9-én rendezett svéd nemzeti döntőn nyerte el az indulás jogát.
1973 és 1976 között rövid időre eltörölték a versenyen a nyelvhasználatot korlátozó szabályt, így az ABBA úgy döntött, hogy a dal angol nyelvű változatával neveznek be.
Az április 6-i döntőben a fellépési sorrendben nyolcadikként adták elő, a jugoszláv Korni Grupa Moja Generacija című dala után, és a luxemburgi Ireen Sheer Bye Bye I Love You című dala előtt. A szavazás során 24 pontot kapott, mely az első helyet érte a tizenhét fős mezőnyben. Ez volt Svédország első győzelme.
A következő svéd induló Lasse Berghagen Jennie, Jennie című dala volt a hazai rendezésű 1975-ös Eurovíziós Dalfesztiválon.
A következő győztes a holland Teach-In Ding-A-Dong című dala volt.
2005. október 22-én az Eurovíziós Dalfesztivál 50. évfordulóját ünneplő eseményen a Waterloot választották a Dalfesztivál történetének legjobb dalává.

### Kapott pontok
Az Eurovíziós Dalfesztivál döntőjében az egyes zsűriktől kapott pontok a következők voltak:
|                                              | Zsűrik | Zsűrik | Zsűrik | Zsűrik | Zsűrik | Zsűrik | Zsűrik | Zsűrik | Zsűrik | Zsűrik | Zsűrik | Zsűrik | Zsűrik | Zsűrik | Zsűrik | Zsűrik | Zsűrik | Zsűrik | Zsűrik | Zsűrik | Zsűrik | Zsűrik | Zsűrik | Zsűrik | Zsűrik | Zsűrik | Zsűrik | Zsűrik | Zsűrik | Zsűrik | Zsűrik | Zsűrik | Zsűrik | Zsűrik | Zsűrik | Zsűrik | Zsűrik | Zsűrik | Zsűrik | Zsűrik | Zsűrik | Zsűrik | Zsűrik |
| -------------------------------------------- | ------ | ------ | ------ | ------ | ------ | ------ | ------ | ------ | ------ | ------ | ------ | ------ | ------ | ------ | ------ | ------ | ------ | ------ | ------ | ------ | ------ | ------ | ------ | ------ | ------ | ------ | ------ | ------ | ------ | ------ | ------ | ------ | ------ | ------ | ------ | ------ | ------ | ------ | ------ | ------ | ------ | ------ | ------ |
| FIN                                          | GBR    | ESP    | NOR    | GRE    | ISR    | YUG    | SWE    | LUX    | MON    | BEL    | NED    | IRE    | GER    | SUI    | POR    | ITA    |        |        |        |        |        |        |        |        |        |        |        |        |        |        |        |        |        |        |        |        |        |        |        |        |        |        |        |
| Kapott pontok                                | 5      | 0      | 1      | 2      | 0      | 2      | 1      |        | 1      | 0      | 0      | 3      | 1      | 2      | 5      | 1      | 0      |        |        |        |        |        |        |        |        |        |        |        |        |        |        |        |        |        |        |        |        |        |        |        |        |        |        |
| A tábla a fellépés sorrendjében van rendezve |        |        |        |        |        |        |        |        |        |        |        |        |        |        |        |        |        |        |        |        |        |        |        |        |        |        |        |        |        |        |        |        |        |        |        |        |        |        |        |        |        |        |        |

## Slágerlistás eredmények
A Waterloo kislemez megismertette a világgal az ABBA-jelenséget. Az Egyesült Királyságban a toplisták első helyén volt két hétig, az együttes 9 egyesült királysági toplistás dala egyikeként. Szintén első lett Írországban, Belgiumban, Finnországban, Norvégiában, Svájcban, az NSZK-ban és Dél-Afrikában, továbbá az első háromban volt a dal hazájában, Svédországban (az angol változata a 2., a svéd a 3. helyet érte el), Ausztriában, Hollandiában, Franciaországban, és Spanyolországban.
Egy Eurovízió-győztes dalhoz képest lenyűgöző eredmény, hogy az első tízben volt Zimbabwében (akkor még Rhodesia néven), Új-Zélandon, Ausztráliában és az USA-ban.